# Его брачная ночь
«Его брачная ночь» (англ. His Wedding Night) — американская короткометражная комедия Роско Арбакла 1917 года с Бастером Китоном в главной роли. Один ранних фильмов, где Китон улыбается на экране.

## Сюжет
Клерк, отважно заправляет делами аптеки и заправки, встречается с симпатичной девушкой Элис, дело постепенно идет к свадьбе, но внезапно появляются конкуренты, которые хотят отбить Элис. Посыльный доставляет свадебное платье для примерки, но ошибочно надевает его сам, теперь все принимают его за Элис.

## В ролях
- Роско Арбакл — клерк в аптеке
- Эл Сент-Джон — конкурирующий поклонник
- Бастер Китон — парень по доставке
- Элис Манн — Элис
- Артур Эрл
- Джимми Брайант
- Жозефин Стивенс
- Элис Лейк
- Натали Толмадж